# Індраварман II
Індраварман II (кхмер. ឥន្ទ្រវរ្ម័នទី២) — правитель Кхмерської імперії.

## Правління
Дослідники припускають, що він був сином Джаявармана VII, оскільки був освячений як законний спадкоємець.
Період його правління позначився масштабними руйнуваннями та оскверненням буддійських храмів, що перетворювались на шиваїстські святилища. Це спричинило заколот брахманів і розкол кхмерського суспільства.
До 1230 року вибороли незалежності Тамбралінга і Лаво.